# Sphenomorphus senja
Espèce
Sphenomorphus senja est une espèce de sauriens de la famille des Scincidae.

## Répartition
Cette espèce est endémique de Malaisie péninsulaire. Elle se rencontre dans les États de Perak et de Pahang.

## Étymologie
Le nom spécifique senja vient du malaisien senja, le crépuscule, en référence au moment où le ciel au-dessus du Gunung Brinchang vire au orange vermillon, comme la couleur des flancs de cette espèce.

## Publication originale
- Grismer & Quah, 2015 : The Rediscovery of Sphenomorphus malayanus Doria, 1888 (Squamata: Scincidae) from the Titiwangsa Mountain Range of Peninsular Malaysia and its re-description as S. senja sp. nov.. Zootaxa, no 3931 (1), p. 63–70.